# M8裝甲火砲系統
M8装甲火炮系统（英語：M8 Armored Gun System，缩写）是一款由美国联合防务公司开发的轻型坦克，原本用于取代美军第82空降师的M551谢里登轻型坦克，还有望取代第二装甲骑兵团安装拖式导弹的悍马汽车。M8项目最终被取消，它原本在第二装甲骑兵团的作用被史崔克裝甲車取代。

## 发展
1980年代，美国军队开始寻求一种可以替代M551轻型坦克的装备。多年来寻求的替换被证明不成功，最终，“装甲火炮系统（AGS）”项目的竞争开始。在1992年，联合防务的车型被选中。
联合防务为美国军队总共制造了6辆XM8 AGS原型车，後来美军在1995年底定型并初步决定在1996年投产。
据称联合防务曾经试图寻求海外客户，但是没有成功。在1997年底，联合防务曾经向土耳其陆军司令部推销M8装甲火炮系统。
中華民國國防部曾分別於1990年代初期與2006年兩個時期向美方討論過採購意願及價格，但皆因費用過於昂貴而作罷。

## 设计
基本型M8车体由铝合金焊接而成，具有独特的模組化裝甲系统，可以根据需要配备在车辆上。I级装甲防护用于快速部署，这时的M8可以经由C-130力士型运输机空投，也可以抵挡轻武器和穿甲弹破片的攻击。II级装甲防护状态下的M8仍然可以经由C-130运输机空运，但不能伞降，必须降落在地面上。它是为处于较严重威胁环境下的轻装部队而设计的。III级装甲防护状态下不能通过C-130运输机运输。所有的防护状态下的M8都可以通过C-5“银河”战略运输机（可运输五辆）或波音C-17环球霸王III（可运输三辆）运载。
M8装甲火炮系统装备一门M35式105毫米自装填线膛炮和一挺M240式7.62毫米同轴机枪，车长则有一挺勃朗宁M2重机枪。
2020年代，BAE再次将M8 AGS改进型拿去参与美国陆军新的“机动防护火力车”计划，最终竞标失败。通用动力的狮鹫轻型坦克中标。

## 变型车
Thunderbolt“迅雷”装甲火炮系统（Block II）
更换了混合动力电动发动机，陶瓷复合装甲，更先进的红外夜视技术，XM291 120毫米主炮和自动装弹机等。

## 衍生型
- 遠征輕型戰車(ELF，Expeditionary Light Tank)

## 使用國
- 美国- 少量用於測試。如其改良型成功為2019年美國陸軍「機動防護火力支援載具」（MPF）所獲選，則將會生產54輛進一步評估[2]。但最终于2022年6月27日落选，败给通用动力的狮鹫轻型坦克。

## 流行文化
- 在2015年OB的電腦線上遊戲装甲战争（Armored Warfare）中，M8(105mm) AGS以XM8編號作為經銷商:Shishkin的可研發八階輕戰車；M8(120mm) Thunderbolt“迅雷”則是以M8 Thunderbolt編號為可預覽的形式出現在仍未開放的九階戰車
- 在電腦線上遊戲戰爭雷霆（War Thunder）的一次重大更新中（2021 年 3 月 10 日）加入遊戲，於“Ixwa Strike”更新期間引入的，作為未來科技活動的獎勵。